# 三次社倉
三次社倉（みよししゃそう）は、広島藩政の時代に、飢饉備蓄用に穀物を保管しておいた社倉の遺構である。広島県指定の史跡。

## 概要
運甓居から南へ約50mのところにある、棟の高い古びた土蔵風の建造物。頼杏坪が三次郡の代官在職中に建造したものである。
広島藩の社倉は寛延2年(1749年)、安芸郡矢野村の神官の香川正直が、海田の儒者であった加藤罐楽に指導を受け、自分の村で社倉法による備荒の麦を貯えたことが契機とされている。これを有用と判断した藩は、田沼時代に入ろうとする安永8年(1779年)に藩内全領域で設立を命じ、以後、明治初年まで社倉は存続した。
三次の社倉は現在は一般の民家であり、屋根や屋内は改装されたが、一部の外壁は創建当時のままで、旧態を現代に伝えている。

## 交通
- JR芸備線 三次駅よりバスで10分、三次小学校前停留所下車、徒歩3分。